# Okres Klaipėda
Okres Klaipėda (litevsky Klaipėdos rajono savivaldybė) je okres v Klaipėdském kraji v západní Litvě. Jeho území se nachází v okolí města Klaipėda na pobřeží Baltského moře a Kurského zálivu a v nížině Pajurio žemuma. Správním střediskem okresu je Gargždai.

## Členění okresu

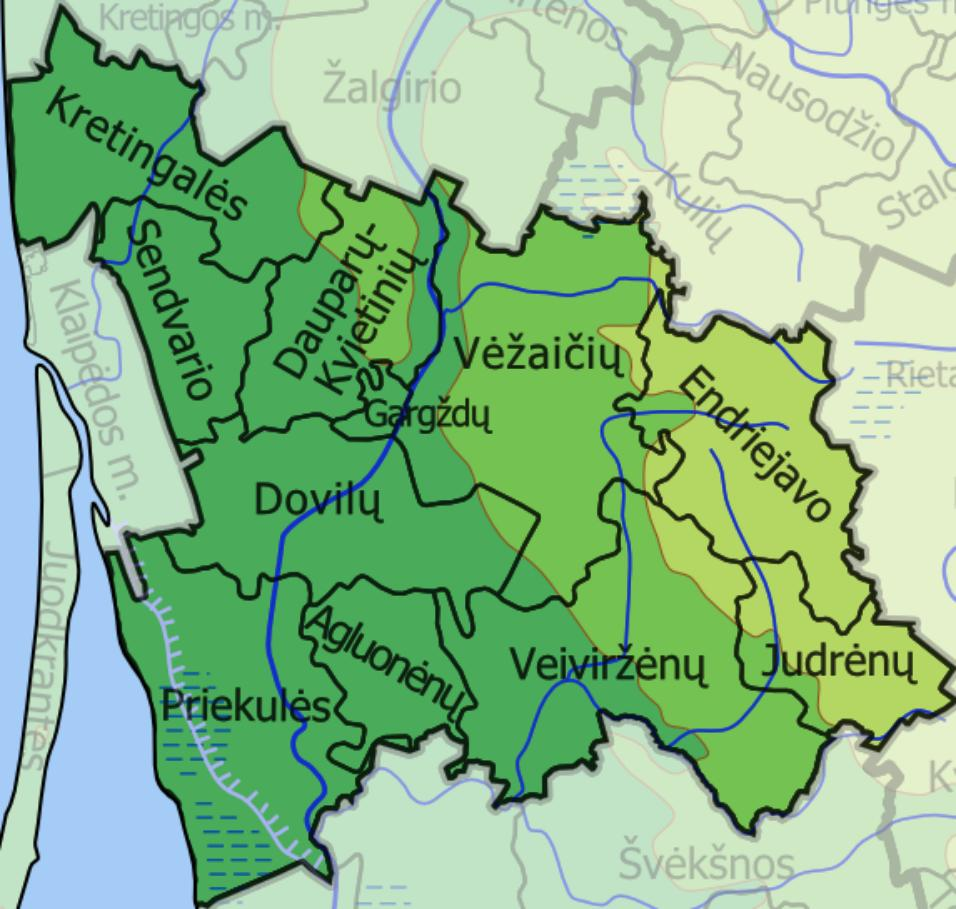

Okres Klaipėda se skládá z 11 seniorátů (seniūnija):
- Seniorát Agluonėnai (Agluonėnų seniūnija)
- Seniorát Dauparai-Kvietiniai (Dauparų-Kvietinių seniūnija)
- Seniorát Dovilai (Dovilų seniūnija)
- Seniorát Endriejavas (Endriejavo seniūnija)
- Seniorát Gargždai (Gargždų seniūnija)
- Seniorát Judrėnai (Judrėnų seniūnija)
- Seniorát Kretingalė (Kretingalės seniūnija)
- Seniorát Priekulė (Priekulės seniūnija)
- Seniorát Sendvaris (Sendvario seniūnija)
- Veiviržėnai eldership (Veivirženų seniūnija)
- Vėžaičiai eldership (Vežaičių seniūnija)

## Galerie

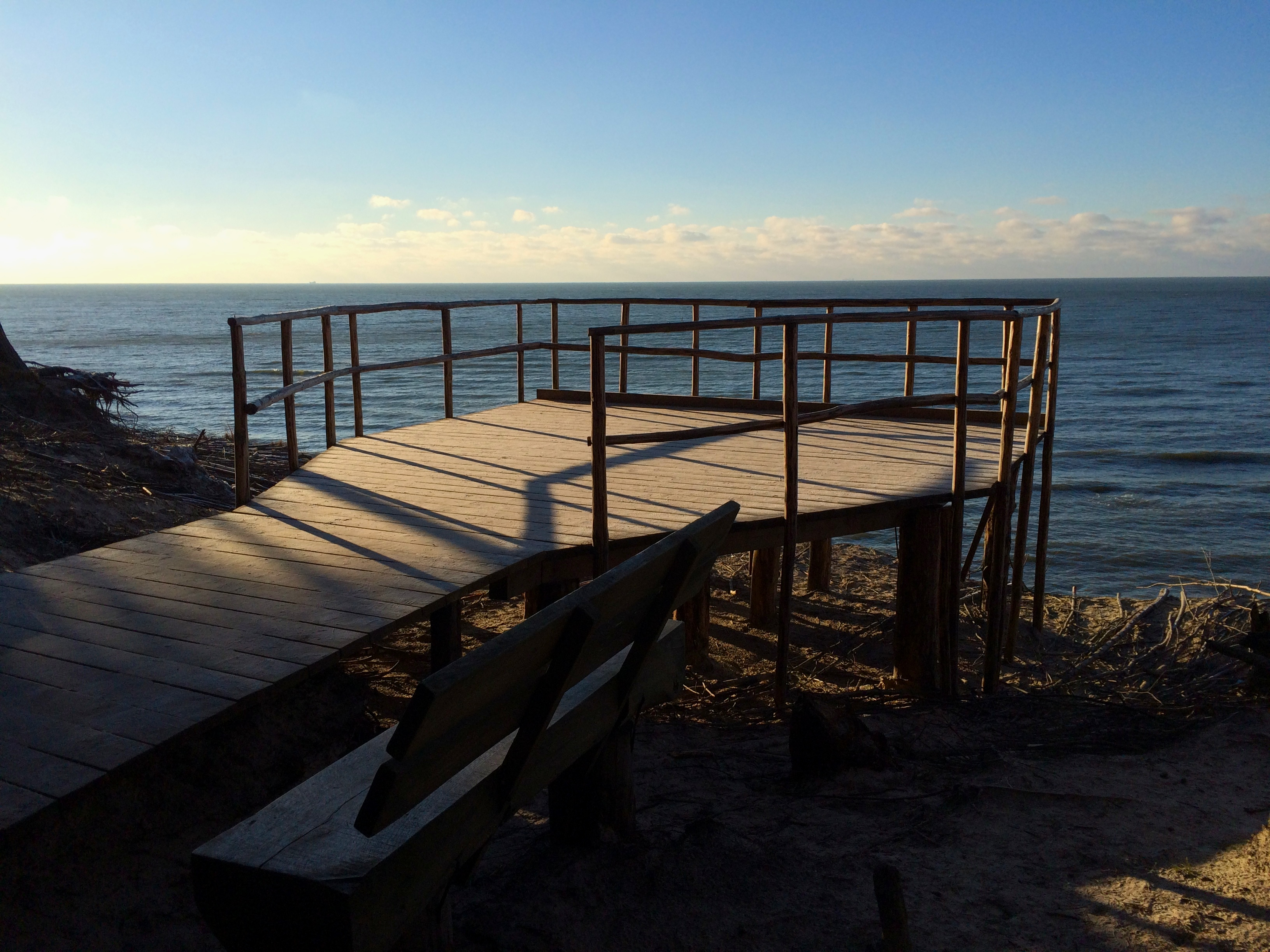
Vyhlídka Holanďanova čepice (Olando kepurės skardis, Olando kepurė)
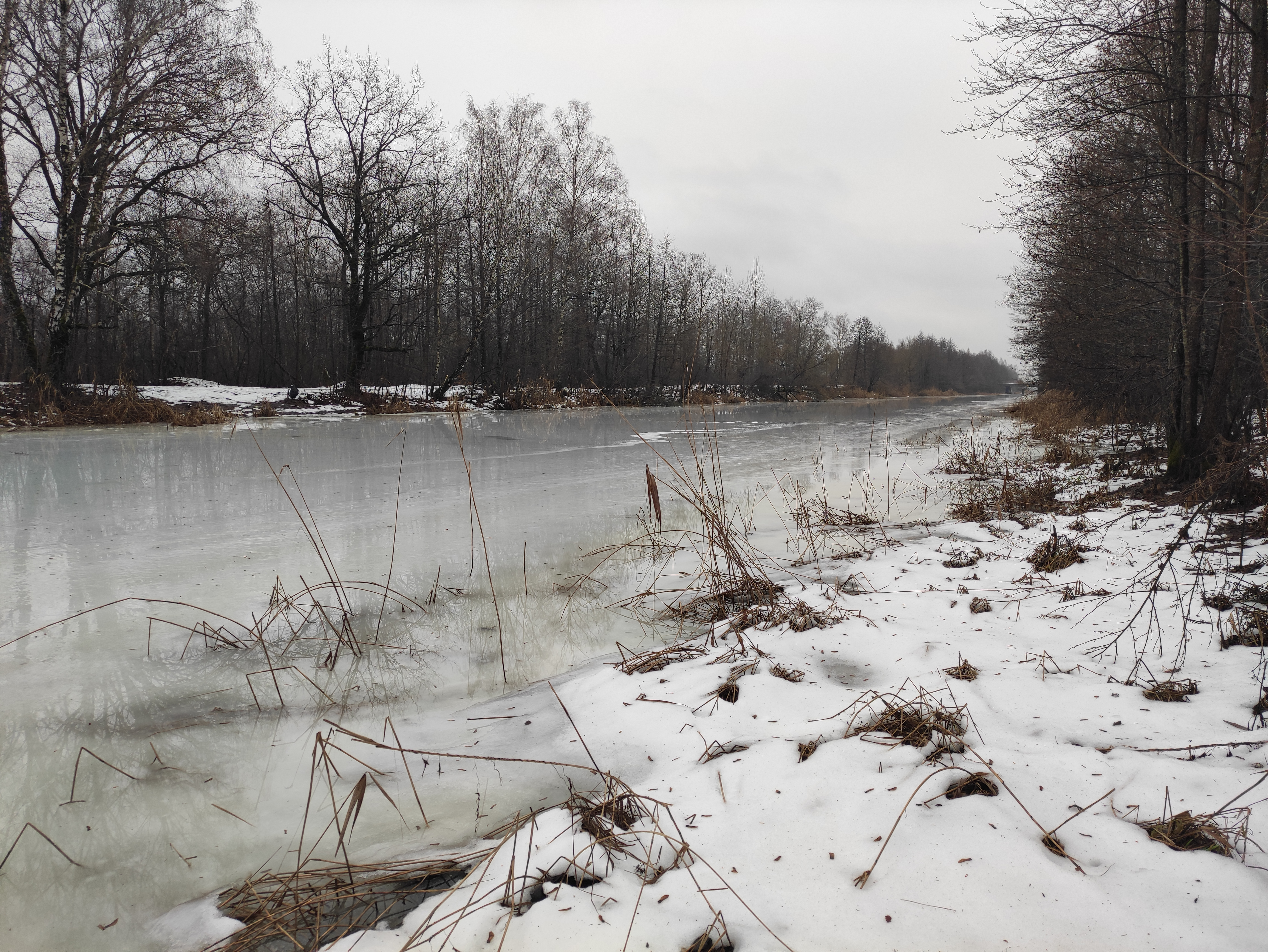
Vilhelmův kanál (Vilhelmo kanalas)
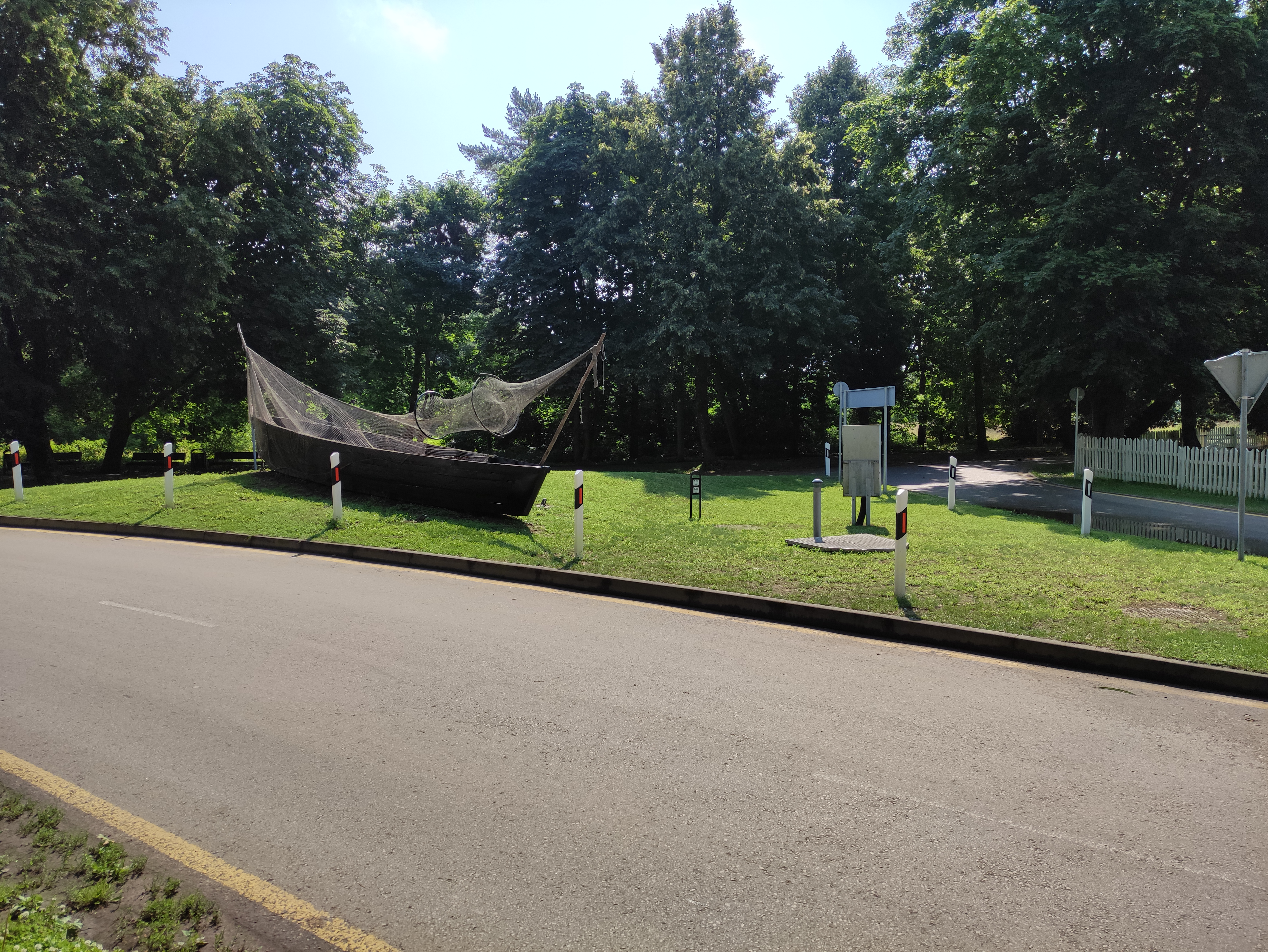
Dreverna
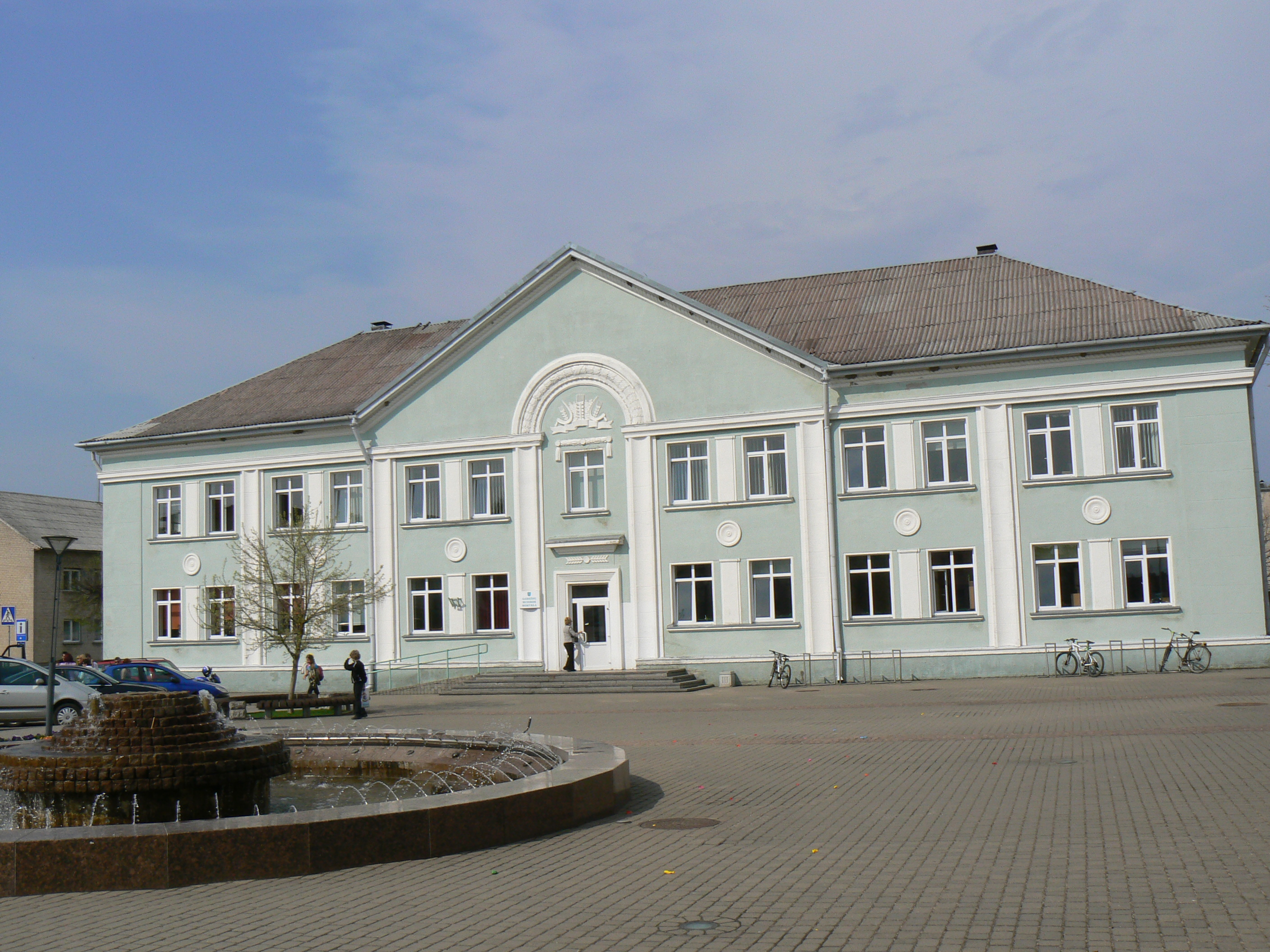
Hudební škola v Gargždech
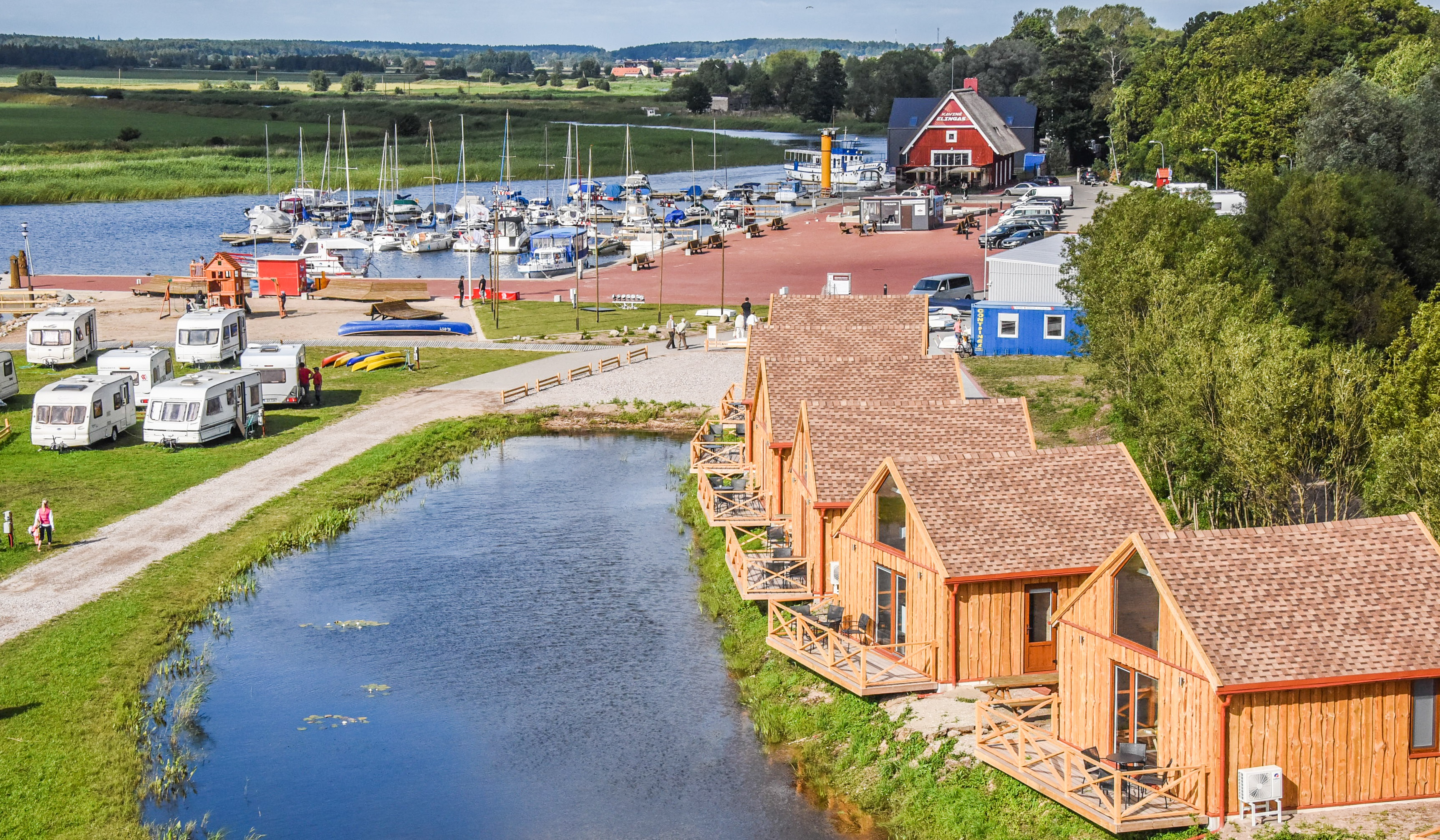
Dreverna